# Talaván
Talaván é um município da Espanha na comarca de Cáceres, província de Cáceres, comunidade autónoma da Estremadura. Tem 98,5 km² de área e em 2021 tinha 796 habitantes (densidade: 8,1 hab./km²). Faz parte da Mancomunidade de Tejo-Salor.

## Demografia
| Variação demográfica do município entre 1991 e 2004 [carece de fontes?] | Variação demográfica do município entre 1991 e 2004 [carece de fontes?] | Variação demográfica do município entre 1991 e 2004 [carece de fontes?] | Variação demográfica do município entre 1991 e 2004 [carece de fontes?] |
| ----------------------------------------------------------------------- | ----------------------------------------------------------------------- | ----------------------------------------------------------------------- | ----------------------------------------------------------------------- |
| 1991                                                                    | 1996                                                                    | 2001                                                                    | 2004                                                                    |
| 1092                                                                    | 1066                                                                    | 955                                                                     | 928                                                                     |